# Badian
Cet article possède un paronyme, voir Badiane.
Badian est une municipalité de la province de Cebu, au sud-ouest de l'île de Cebu, aux Philippines.

## Généralités
Elle est entourée des municipalités de Malabuyoc au sud, Moalboal au nord, Dalaguete à l'est, et du Détroit de Tañon à l'ouest.
Elle est administrativement constituée de 29 barangays (quartiers/districts/villages) :
- Alawijao
- Balhaan
- Banhigan
- Basak
- Basiao
- Bato
- Bugas
- Calangcang
- Candiis
- Dagatan
- Dobdob
- Ginablan
- Lambug
- Malabago
- Malhiao
- Manduyong
- Matutinao
- Patong
- Poblacion
- Sanlagan
- Santicon
- Sohoton
- Sulsugan
- Talayong
- Taytay
- Tigbao
- Tiguib
- Tubod
- Zaragosa

Sa population en 2019 est d'environ 40 000 habitants.